# Dżehangira
Dżehangira – miasto w Pakistanie, w prowincji Chajber Pasztunchwa. W 2017 roku liczyło 52 839 mieszkańców.